# Massenstreikdebatte
Die Massenstreikdebatte war neben dem Revisionismusstreit eine der zentralen Auseinandersetzungen innerhalb der deutschen Sozialdemokratie in der Zeit vor dem Ersten Weltkrieg. In ihr wurden die unterschiedlichen theoretischen und strategischen Ansichten der einzelnen Parteiflügel deutlich sichtbar. Dabei konnte der Gewerkschaftsflügel auf dem Mannheimer Parteitag der SPD von 1906 mit dem so genannten Mannheimer Abkommen letztlich einen beachtlichen Erfolg erzielen.

## Debattenverlauf
Mit dem Begriff Massenstreik ist in diesem Kontext kein einfacher Streik gemeint, sondern die möglichst flächendeckende Arbeitsniederlegung mit einer politischen Zielsetzung. Noch 1893 hatte Wilhelm Liebknecht auf dem sozialdemokratischen Parteitag geäußert, der „Generalstreik für ein Land oder gar ein Weltstreik“ sei „ein Unsinn“ und ein „Schlagwort derer, welche die Gesamtlage nicht übersehen.“ Ein Jahrzehnt später hatte sich diese Einschätzung jedoch gewandelt. Ausgelöst wurde der Disput durch den Streik der Bergleute im Ruhrbergbau, an dem sich mindestens 200.000 Kumpel beteiligten sowie durch die Russische Revolution von 1905 und die dabei auftretenden Formen der politischen Auseinandersetzung. Auch der italienische Generalstreik von 1904 und entsprechende Äußerungen der Internationale spielten eine Rolle. Innerhalb der Sozialdemokratie wurde diskutiert, ob man dieses Mittel nicht zur Abschaffung des Dreiklassenwahlrechts in Preußen oder gegen die Verschlechterung des Wahlrechts in Sachsen einsetzen könnte.
Rigoros abgelehnt wurde der Massenstreik von den freien Gewerkschaften, die durch erwartete staatliche Repressionen um ihre Existenz fürchteten. Ihr Kölner Kongress beschloss 1905 mit breitester Mehrheit: „Den Generalstreik, wie er von Anarchisten und Leuten ohne jegliche Erfahrung auf dem Gebiete des wirtschaftlichen Kampfes vertreten wird, hält der Kongress für indiskutabel; er warnt die Arbeiterschaft, sich durch die Aufnahme und Verbreitung solcher Ideen von der täglichen Kleinarbeit zur Stärkung der Arbeiterorganisationen abhalten zu lassen.“ Theodor Bömelburg, der Vorsitzende des Bauarbeiterverbandes, ergänzte: „Ungeheure Opfer hat es gekostet, um den augenblicklichen Stand der Organisation zu erreichen. (…) Um aber unsere Organisation auszubauen, brauchen wir in der Arbeiterbewegung Ruhe.“
Der Jenaer Parteitag der SPD im selben Jahr stimmte einem Antrag zu, den Massenstreik einerseits als wirksames Kampfmittel zu werten, um politische Angriffe auf die Arbeiterklasse abzuwehren, andererseits ihn nicht als revolutionäres Kampfmittel anzusehen. Dieser Beschluss war ein Konsens zwischen den verschiedenen Parteiströmungen: Ihre Zustimmung gaben Rosa Luxemburg als Wortführerin der entschiedenen Linken, das Zentrum um die Parteiführer August Bebel sowie die Revisionisten um Eduard Bernstein.
Hinter dieser Formel verbargen sich freilich höchst unterschiedliche politische Ansätze. Die erstaunliche Zustimmung von Bernstein zu einem letztlich aktionistischen Konzept erklärt sich durch dessen Kritik am reinen Reformismus und der Organisationsroutine des Gewerkschaftsflügels. „Im Allgemeinen wird vielmehr mit einer gewissen Sorglosigkeit nach dem Motto: Unser der Sieg trotz alledem! Der Zukunft weitergewurstelt.“ Außerdem setzte Bernsteins reformorientierte Politik ein demokratisches Wahlrecht voraus – weshalb er gerade wegen seiner revisionistischen Haltung Massenstreiks zur Erzwingung von Wahlrechtsreformen befürwortete. Rosa Luxemburg dagegen orientierte sich primär am Vorbild der russischen Revolution. Der gewerkschaftlichen Sorge um die Grenzen der Streikkassen setzte sie ein sehr optimistisches Bild entgegen. „Aber im Sturm der revolutionären Periode verwandelt sich eben der Proletarier aus einem Unterstützung heischenden vorsorglichen Familienvater in einen ‚Revolutionsromantiker’, für den sogar das höchste Gut, nämlich das Leben, geschweige das materielle Wohlsein im Vergleich mit den Kampfidealen geringen Wert besitzt.“ Die revolutionäre linke Position erwies sich recht bald als eine Fehleinschätzung der vorherrschenden Mentalität der organisierten Arbeiter und konnte daher auch kaum Einfluss auf die innerparteiliche Willensbildung erzielen.

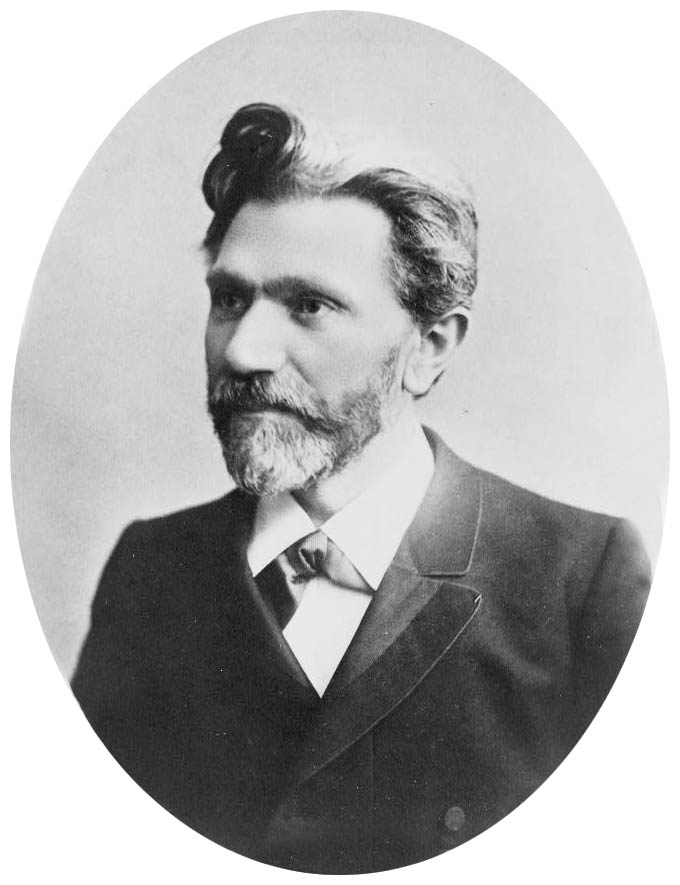
August Bebel

## Das Mannheimer Abkommen
Sollte es nicht zum Bruch kommen, wurde stattdessen ein Ausgleich zwischen dem Beschluss der Gewerkschaften und des Parteitages von 1905 notwendig. In vertraulichen Kontakten, gegen die Luxemburg und die Linke heftig protestierten, versuchte der Parteivorstand mit den Gewerkschaften zu einer Einigung zu kommen. Bebel formulierte dies auf dem Mannheimer Parteitag von 1906 unmissverständlich:  „Wir wollen vor allem Frieden und Eintracht zwischen Partei und Gewerkschaften herbeiführen.“ Der Parteitag stimmte dem Antrag des Vorstandes zu, dass politische Aktionen ohne aktiven Rückhalt in den Gewerkschaften keine Aussicht auf Erfolg haben könnten. Damit hatte nicht die Partei, sondern die Generalkommission der Gewerkschaften in der Massenstreikfrage das letzte Wort. Dies bedeutete faktisch eine  klare Absage für einen offensiven politischen Massenstreik.
Der Parteitag verlief zwar hektisch und nervös, endete aber mit einem Beschluss, der faktisch einen Sieg der Gewerkschaften bedeutete. Dieses später so genannte Mannheimer Abkommen definierte über die Frage des Massenstreiks hinaus die Rolle von Gewerkschaften und Partei neu. Der Parteitag stimmte der Formulierung zu, dass die Gewerkschaften an „Wichtigkeit hinter der sozialdemokratischen Partei nicht zurückstehen.“ Außerdem mit Blick auf einen Massenstreik wurde festgelegt: „Um bei Aktionen, die die Interessen der Gewerkschaften und Partei gleichermaßen berühren, ein einheitliches Vorgehen herbeizuführen, sollen die Zentralleitungen der beiden Organisationen sich zu verständigen suchen.“
Die Niederlage der russischen Revolution hat zur nachlassenden Unterstützung für den politischen Generalstreik zweifellos stark beigetragen. In dieser Entscheidung zeichnet sich nicht nur die Stärke der in den letzten Jahren explosionsartig gewachsenen Gewerkschaften ab. Vielmehr deutete sich hier eine Abkehr der Sozialdemokratie von den bisherigen revolutionären Konzepten hin zur primär sozialreformerischen Ausrichtung während der Weimarer Republik ab. In Bremen war die Debatte ein Auslöser für einen Radikalisierungsprozess, der zum Entstehen der Bremer Linksradikalen führte. Die Massenstreikdebatte selbst spielte in den folgenden Jahren keine nennenswerte Rolle mehr. Eine Ausnahme machte die internationale Ebene. Auf dem Sozialistenkongress von 1907 in Stuttgart war das Problem ein zentrales Thema. Im preußischen Wahlrechtskampf von 1910 blieb das Thema im Wesentlichen auf eine „Schreibtischdebatte“ zwischen Rosa Luxemburg und Karl Kautsky beschränkt, und im Jahr 1913 bestätigte der sozialdemokratische Parteitag die Linie von 1906.